# Les Contes de la nuit (téléfilm, 1992)
Ne doit pas être confondu avec Les Contes de la nuit (film, 2011).
Les Contes de la nuit est un téléfilm d'animation français réalisé par Michel Ocelot diffusé pour la première fois sur Canal+ en 1992. Il rassemble trois courts-métrages racontant des contes en adoptant des graphismes inspirés du théâtre d'ombres.

## Synopsis
Un garçon, une fille et un vieux technicien se réunissent dans un cinéma abandonné pour y inventer des histoires, que le garçon et la fille jouent ensuite après s'être fabriqués des costumes. Les trois contes sont « La belle fille et le sorcier », « Bergère qui danse » et « Le prince des joyaux ».

## Fiche technique
- Titre : Les Contes de la nuit
- Réalisateur : Michel Ocelot
- Scénario : Michel Ocelot
- Musique originale : Alain Marchall
- Montage : Michèle Péju
- Producteur exécutif : Didier Brunner
- Sociétés de production : Procirep (participation), CNC (partenaire), Trans Europe Films
- Distributeurs :
  - France : Canal+ (diffusion TV), France Télévisions (DVD)[réf. nécessaire]
  - Royaume-Uni : Channel 4 (diffusion TV)
  - Allemagne : ZDF (diffusion TV)
- Pays :  France
- Langue : français
- Durée : 26 minutes
- Première diffusion : Canal+, 1992